# Landeshauptmann
Een landeshauptmann (letterlijk: landshoofdman) was in het Duitse taalgebied de voorzitter van een Landtag of van een Landsregering. De Duitse deelstaten hebben tegenwoordig een premier of een minister-president, maar de Oostenrijkse deelstaten en ook Zuid-Tirol in Italië hebben nog steeds een Landeshauptmann of een Landeshauptfrau. Soms had hij nog een keizerlijke gouverneur of statthalter naast zich.

## Geschiedenis
In het Heilige Roomse Rijk of later het Duitse Keizerrijk was de landeshauptmann een vertegenwoordiger van de keizer of een andere vorst. De inhoud van de functie varieerde, maar meestal had hij een verantwoordelijkheid over de financiën van zijn gebied of land. Daarbij moest hij zowel aan de vorst als aan de standen verantwoording afleggen. Men kende het ambt van landeshauptmann in het hele Duitse gebied, ook in Bohemen, Moravië, Silezië, Glatz, Neder-Lausitz, Opper-Lausitz, Pruisen, enz. Ook de voormalige Duitse koloniën hadden soms een landeshauptmann als bestuurder.

## Oostenrijk
Elk van de negen deelstaten van Oostenrijk heeft een landeshauptmann als regeringsleider. Let wel, dit is dus niet de voorzitter van het deelstaatparlement. In de hedendaagse betekenis bestaat het begrip pas sinds de oprichting van de Oostenrijkse Bondsrepubliek in 1918. De landeshauptmann of -frau wordt door het deelstaatparlement gekozen en vervolgens door de bondspresident beëdigd. Door dat laatste wordt hij ook de vertegenwoordiger van de bond in de deelstaat. In de deelstaat Wenen is de burgemeester tegelijk ook landeshauptmann.
Tot hun bevoegdheden behoren:
- de vertegenwoordiging van zijn land naar buiten toe, ook tegenover de bondsregering en internationaal
- het voorzitterschap van de deelstaatregering
- de beëdiging van de andere regeringsleden
- de afkondiging van wetten en besluiten
- de uitoefening van sommige federale bevoegdheden binnen de deelstaat
- de coördinatie van de veiligheid in crisissituaties

De conferentie van de negen landeshauptmannen (de Landeshauptleutekonferenz) heeft in Oostenrijk een reële politieke invloed, alhoewel zij niet in de grondwet voorzien is.
Lijsten van gouverneurs (dat wil zeggen Landeshauptleute)
- Lijst van gouverneurs van Burgenland
- Lijst van gouverneurs van Karinthië
- Lijst van gouverneurs van Neder-Oostenrijk
- Lijst van gouverneurs van Opper-Oostenrijk
- Lijst van gouverneurs van Salzburg
- Lijst van gouverneurs van Stiermarken
- Lijst van gouverneurs van Tirol
- Lijst van gouverneurs van Vorarlberg
- Lijst van gouverneurs van Wenen

## Zuid-Tirol en Trentino
De provinciale regeringen van Zuid-Tirol en van Trente in Italië worden ook geleid door een landeshauptmann. Dat is de officiële Duitse benaming voor wat in het Italiaans presidente della Giunta provinciale heet.
- Lijst van gouverneurs van Zuid-Tirol

## Zwitserland
Ook in Zwitserland bestaan of bestonden er functies onder de naam landeshauptmann.
Zo onder meer in Wallis waar de hoogste gezagdrager tussen 1288 en 1798 die titel voerde. Sinds het midden van de 20e eeuw voert de parlementsvoorzitter er die titel. In Appenzell Innerrhoden is de landeshauptmann het hoofd van het belangrijkste departement (het Land- und Forstwirtschaftsdepartement).
- Gemeinsame Normdatei: 4131099-8
- Historisch woordenboek van Zwitserland: 027475
- Nationale Bibliotheek van Tsjechië: ph323760